# Hahn Island
Hahn Island ist eine 1,5 km Insel vor der Scott-Küste des ostantarktischen Viktorialands. Sie liegt 11 km nördlich des Mount Discovery auf der Ostseite des Koettlitz-Gletschers.
Der United States Geological Survey kartierte sie anhand eigener Vermessungen und Luftaufnahmen der United States Navy. Das Advisory Committee on Antarctic Names benannte sie 1963 nach James Hahn, mehrere Jahre lang Offizier für Öffentlichkeitsarbeit im Kommandostab der Unterstützungseinheiten der US Navy in Antarktika.